# Franziska Kuropka
Franziska Kuropka (* 26. Januar 1978 in Greifswald) ist eine deutsche Sängerin, Schauspielerin und Autorin.

## Leben
Franziska Kuropka absolvierte ihre Ausbildung an der Schule für darstellenden und bildenden Künste Die Etage, der Universität der Künste Berlin und der Musikschule Neukölln in Berlin.
Sie spielt seit 2006 das Stück Heiße Ecke – Das St. Pauli Musical im Schmidts Tivoli. In der deutschen Fassung des Musicals "[titel der show]" des Regisseurs Robin Kulisch spielte sie die Susan Blackwell.
Sie gewann 2018 zusammen mit Lukas Nimscheck in der Kategorie "Beste Liedtexte" den Deutschen Musical Theater Preis für das Stück "Jana & Janis". Ihren zweiten deutschen Musicalpreis gewann sie 2024 in der Kategorie "Bestes Buch" für das Stück "Die Gänsemagd" bei den Brüder Grimm Festspiele Hanau.
Kuropka lebt in Hamburg.